# 宮原正典
宮原 正典（みやはら まさのり、1955年（昭和30年）6月18日 - ）は、日本の農林水産省官僚、元国立研究開発法人水産研究・教育機構理事長。元水産庁次長。東京都出身。農林水産省顧問、RWE Japan 特別顧問、Global Fishing Watch顧問、よろず水産相談室代表。

## 来歴
1978年東京大学農学部卒業の後、農林水産省の水産庁に就職、以後16年、主として漁業に関する国際交渉に従事。
1994年から97年まで石川県水産課長を務め、国内行政にあたる他、ナホトカ号重油流出事故（97年1月）に遭遇し危機管理の前線にて管理。その後、水産庁に復帰し、韓国、中国漁船の取締り活動の責任者として従事したほか、国際交渉、国内水産資源管理や漁業者間調整などに尽力する。
2010年のワシントン条約加盟国会議において、大西洋クロマグロを全面取引禁止とするモナコ提案について、米国、EUが賛成するという圧倒的不利な状況にもかかわらず同提案を否決に追い込んだ交渉力は高く評価された。
2011年1月から水産庁次長となり、その直後東日本大震災に遭遇、被災者への食糧、物資供給、復興支援に奔走し、2014年退官した。同年水産研究・教育機構理事長に公募を経て選任され、2021年3月この職を退任した。
　現在は、いくつかの企業やNGOの顧問として働くほか、農林水産省顧問としても継続して活動している。

## 年譜
- 1974年（昭和55年）3月　筑波大学附属高等学校卒業
- 1978年（昭和59年）3月　東京大学農学部卒業
- 1978年（昭和55年）4月　水産庁国際課
- 1985年（昭和60年）6月　米国デューク大学院政治学部卒
- 1986年（昭和61年）9月　在米国日本大使館二等指揮官
- 1987年（昭和62年）9月　在米国日本大使館一等書記官
- 1994年（平成6年） 6月　石川県水産課長
- 1999年（平成11年）4月　水産庁指導監督室長
- 2002年（平成14年）8月　水産庁資源管理部参事官
- 2005年（平成17年）4月　水産庁沿岸沖合課長
- 2008年（平成20年）7月　水産庁資源管理部審議官
- 2011年（平成23年）1月　水産庁次長
- 2013年（平成25年）4月　名古屋大学客員教授
- 2014年（平成26年）1月　依願退官、農林水産長顧問
- 2014年（平成26年）4月　国立研究開発法人水産研究・教育機構　理事長

## 参加した主要国際会議と役割
| 2000 年～2015 年 | 大西洋マグロ類保存国際委員会 (ICCAT)                            | 政府代表 02～05 常任議長 11～13 常任議長 14～現在パネル 2（クロマグロ担当）議長 |
| 2003 年～2007 年 | 北西大西洋漁業委員会                                            | 政府代表                                                                        |
| 2008 年～2009 年 | 日ロ漁業合同委員会                                              | 政府代表                                                                        |
| 2009 年 2～4 月  | 日ロサケマス交渉                                                | 政府代表                                                                        |
| 2008 年～2015 年 | 中西部太平洋マグロ類委員会 （WCPFC）                            | 政府代表 2003～現在 北委員会(クロマグロ担当)議長                                |
| 2010 年 3 月     | ワシントン条約 15 回締約国会議                                  | 政府代表代理 モナコ提案（クロマグロ全面禁輸）を阻止                             |
| 2011 年～2014 年 | 日中漁業共同委員会及び日中漁業共同委員会                        | 政府代表                                                                        |
| 2013 年 3 月     | ワシントン条約 16 回締約国会議                                  | 政府代表                                                                        |
| 2013 年～2014 年 | 日台漁業協議                                                    | 政府代表                                                                        |
| 2011 年～2015 年 | 世界経済フォーラム(WEF ダボス会議)GAC（ダボス会議に提言をする） | 海洋政策担当メンバー                                                            |

## メディア
1. nature（2020/08/19）「海洋からの食料の未来」
2. NHK（2021/4/5）「ビジネス特集　謎の中国船はどこから？ “消えた”イカを追って」
3. 毎日新聞（2019/4/10） 「毎日フォーラム・TOPに聞く　漁業の発展のために資源管理を徹底」
4. SEAFOOD LEGACY TIMES（2020/12/24）「対話なくして前進はない。一方的な規制ではなく、耳を傾ける努力を」
5. みなと新聞（2021/6/1）「資源評価体制を整備　宮原正典水研機構理事長　『価値創造／２０１８年頭会見』」
6. TOKYO SUSTAINABLE SEAFOOD SYMPOSIUM「P-6 困難をともなう改革が、資源回復のためには不可欠」
7. 日本経済新聞（2021/2/22）「養殖クロマグロ、日本一決定戦　高知が優勝」
8. 日本経済新聞（2016/9/2）「クロマグロ規制物別れ　国際管理、漂流も」
9. 日本経済新聞　その他関連記事